# Bushtricë
Bushtricë is een plaats en voormalige gemeente in de stad (bashkia) Kukës in de prefectuur Kukës in Albanië. Sinds de gemeentelijke herindeling van 2015 doet Bushtricë dienst als deelgemeente en is het een bestuurseenheid zonder verdere bestuurlijke bevoegdheden. De plaats telde bij de census van 2011 1486 inwoners.